# STS-129
La missió STS-129 va consistir en desplaçar cap a l'estació espacial internacional mitjançant el transbordador espacial Atlantis. El seu llançament va ser el 16 de novembre de 2009. La missió va instal·lar els components de recanvi en escena fora de l'estació, el que va incloure tres reeixits passejos espacials. La durada total de la missió va ser de 10 dies. La realització d'aquesta missió deixa a només cinc missions per al reemplaçament dels Transbordadors.

## Tripulació
- Charles O. Hobaugh (3) -  Comandant
- Barry E. Wilmore (1) -  Pilot
- Michael Foreman (2) - Especialista 1 de missió
- Randolph Bresnik (1) - Especialista de 2 de missió
- Leland D. Melvin (2) - Especialista 3 de missió
- Robert Satcher (1) - Especialista 4 de missió

### Portada de l'EEIExpedició 20-21
- Nicole Stott (1) - Enginyera de vol 2

## Càrrega útil de la missió
La principal càrrega útil del STS-129 va ser el Portador de logística exprés (ELC1) i el ELC2 per a la instal·lació de dos giroscopis de recanvi, dos acoblaments de tancs d'oxigen, un recanvi d'enclavament efector final per al braç robòtic de l'estació i un tanc de gas a alta pressió.